# Alan Rawsthorne
Alan Rawsthorne (Haslingdon, (Lancashire), 2 mei 1905 - Cambridge, 24 juli 1971) was een Brits componist.
Rawsthornes carrière zou eigenlijk anders verlopen. Tot zijn twintigste levensjaar studeerde hij voor tandarts en architect. Pas toen hij 20 werd stapte hij over naar de muziek; hij ging studeren aan de Royal Manchester College of Music, eerst cello en piano. Toen hij daarmee klaar was in 1930 studeerde hij verder piano in Berlijn, bij Egon Petri. In 1932 kreeg hij zijn eerste baan als musicus aan de School of Dance and Mime en leraar piano/compositie in Darlington Hall, Totnes. Daarna vertrok hij naar Londen en trouwde violiste Jessie Hinchliffe. 
Zijn eerste doorbraak als componist kwam met Thema en Variaties voor twee violen in 1938 (Festival ISCM); opgevolgd door Symfonische Studies in 1939. Gedurende de Tweede Wereldoorlog diende hij in het Britse leger, om zich daarna geheel aan composities te wijden. Zijn oeuvre is niet erg groot (ongeveer 70), maar wel divers. Vaak wordt vergeten dat hij voor 27 films de muziek heeft gecomponeerd.
In 1953 trouwde hij de weduwe Isabel (overleden 1992) van zijn vriend en medecomponist Constant Lambert.

## Oeuvre

### Ballet
- Madame Chrysanthème (1955)

### Orchestral
- Symfonieën
  - Symfonie nr. 1 (1950)
  - Symfonie nr. 2 A Pastoral Symphony (1959)
  - Symfonie nr. 3 (1964)
- Symfonische Studies (1938)
- Burma Victory (film)
- Concertante Pastorale
- Concerto voor Strijkorkest
- Coronation Ouverture (1953)
- Cortèges, Fantasie Ouverture
- Divertimento voor Kamerorkest
- Elegiac Rhapsody voor strijkers
- Hallé Overture
- Improvisations on a Theme by Constant Lambert
- Lichte muziek voor Strijkers
- Suite from Madame Chrysanthème (1957)
- 'Overture for Farnham
- Prisoners' March - filmmuziek "the Captive Heart"
- Street Corner Overture (1944)
- Thema, Variaties en Finale (1967)
- Triptych voor orkest

### Concerto
- Piano
  - Pianoconcert nr. 1 (1939-42)
  - Pianoconcert nr. 2 (1951)
  - Concerto voor twee pianos en orkest (1968)
- Viool
  - Vioolconcert nr. 1 (1948)
  - Vioolconcert nr. 2 (1956)
- Celloconcert (1965)
- Hoboconcert (1947)
- Klarinetconcert (1936-7)

### Kamermuziek
- Strijkkwartetten:
  - Strijkkwartet nr. 1 (1954)
  - Strijkkwartet nr. 2 (1964)
  - Strijkkwartet nr. 3
  - Thema en variaties voor strijkkwartet (1939)
- Concertante voor piano en viool
- Concerto voor 10 instrumenten
- Klarinetkwartet
- Kwintet voor piano, hobo, citer, hoorn en fagot
- Pianokwintet
- Sonatina voor fluit, hobo en piano
- Suite voor fluit, altviool en harp
- Thema en variaties voor twee violen
- Pianotrio

### Solo
- Vioolsonate
- Altvioolsonate
- Cellosonate
- Suite voor altblokfluit en piano
- Elegie voor gitaar

### Piano solo
- Pianosonatine
- Vier romantische stukken
- Bagatellen
- Ballade
- The Creel: suite voor twee pianos

### Zang/ Orkest
- Carmen Vitale: Suite voor koor
- A Canticle of Man: kamercantate
- The God in a Cave: Cantate
- Medieval Diptych (1962)
- Practical Cats voor spreekstem en orkest (1954)
- Tankas of the Four Seasons

### Koor
- Canzonet from "A Garland for the Queen"
- Four Seasonal Songs
- Lament for a Sparrow
- The Oxen
- A Rose for Lidice

### Zang
- Three French Nursery Songs
- We Three Merry Maids
- Two Songs to Words by John Fletcher
- Carol
- Sarabande (met Ernest Irving)
- Scena Rustica voor sopraan en harp
- Two Fish
- The Enemy Speakes
- Away Delights